# Cong
Cong (en irlandais : Conga, de Cúnga Fheichín, « étroites (bandes de terre) de Féchín de Fore ») est un village situé dans le comté de Mayo, République d'Irlande, près de la limite du comté de Galway. Il est situé sur la rive nord du Lac Corrib, près de Ballinrobe et des villages de Neale et Cross.

## Histoire
Selon la légende, la première bataille de Mag Tuired (Cath Maighe Tuireadh), aussi appelée Cath Maighe Tuireadh Cunga (« La bataille de la plaine des piliers à Cong ») a eu lieu près de ce village.

## Lieux d'intérêt
Cong est célèbre pour son abbaye (en) du XIIe siècle et le château d'Ashford tout proche, qui abrite l'école de fauconnerie d'Irlande, un golf de neuf trous et un hôtel de luxe classé cinq étoiles.

## Au cinéma
Le village est aussi connu pour avoir abrité, en 1952, le tournage du film L'Homme tranquille (The Quiet Man) par John Ford, avec John Wayne et Maureen O'Hara. L'électricité sera alors installée en ville.

Cong
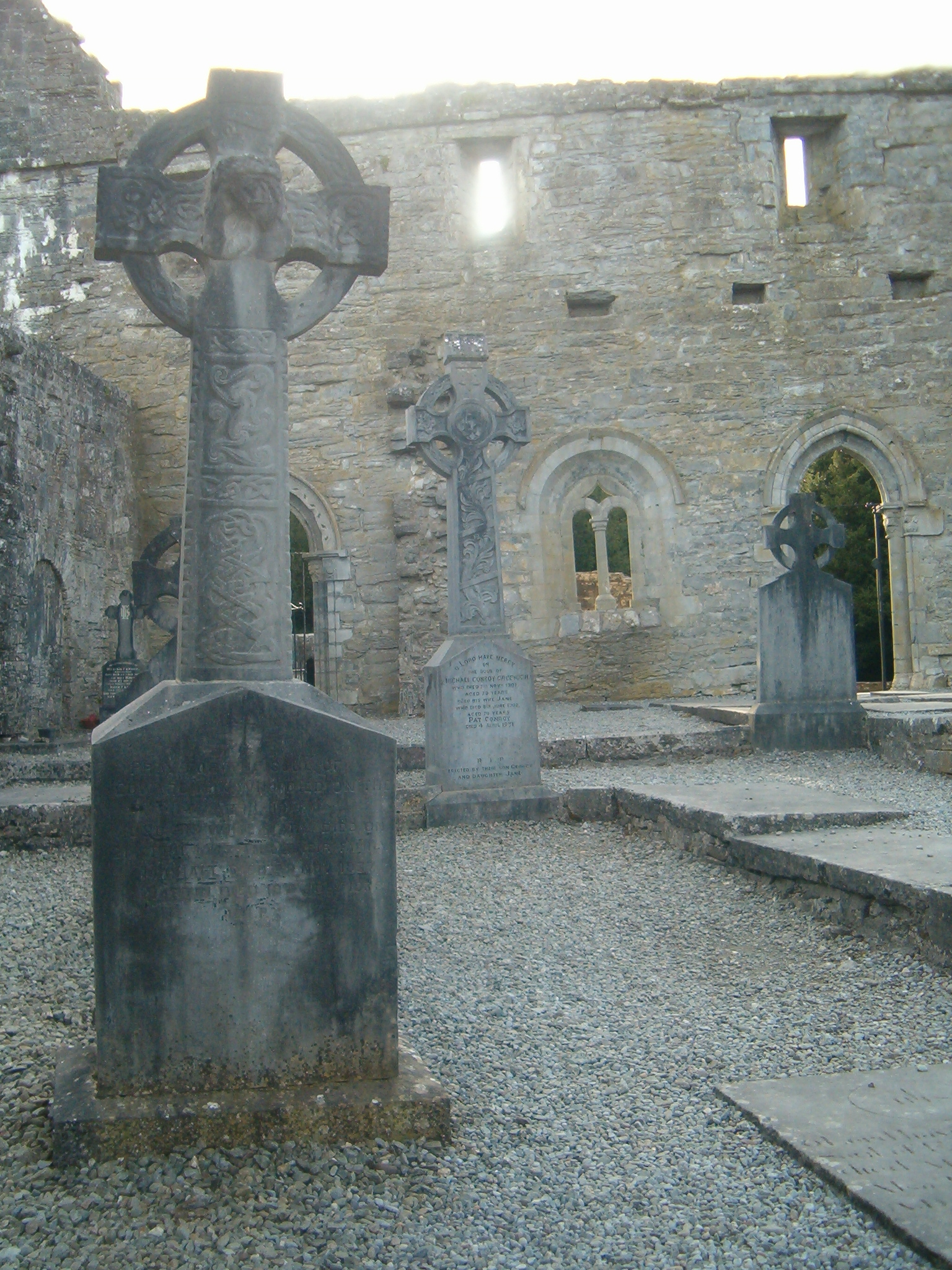
Abbaye de Cong (en).
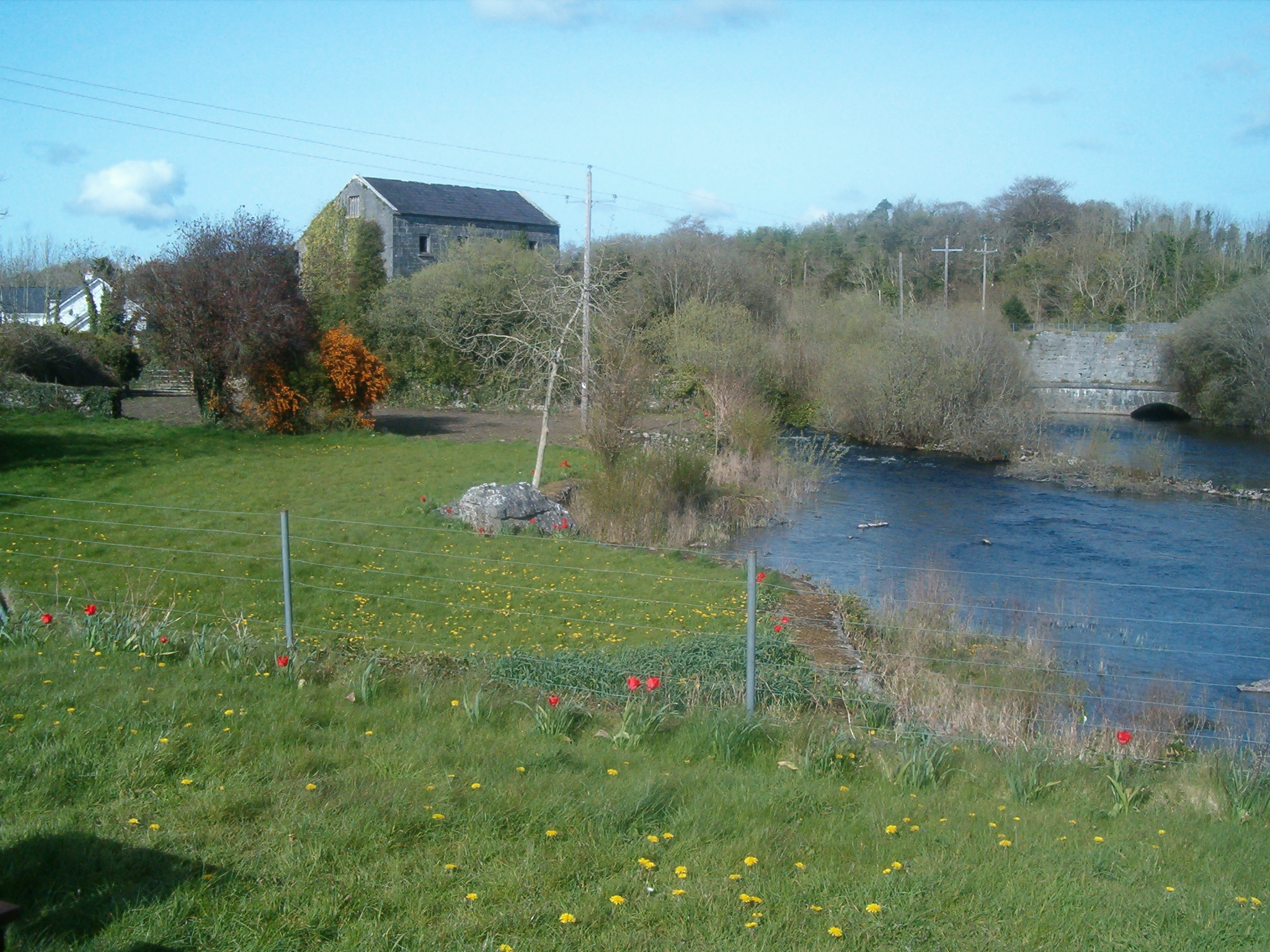
Rivière qui traverse Cong, et un ancien moulin.